# Planeiler Berge
Die Planeiler Berge sind eine Gebirgsgruppe in der italienischen Provinz Südtirol und bilden den südwestlichen Teil der Ötztaler Alpen. Begrenzt wird das Gebiet durch das Etschtal bzw. den Vinschgau im Westen, das Langtauferer Tal im Norden und das Matscher Tal im Süden. Das Bärenbartjoch zwischen dem Äußeren Bärenbartkogel und dem Inneren Bärenbartkogel trennt die Planeiler Berge vom Weißkamm im Osten. Der Äußere Bärenbartkogel ist mit 3473 m s.l.m. auch der höchste Gipfel der Gruppe. Knapp westlich von diesem lösen sich zwei Kämme, die das Planeiltal, ein Seitental des Vinschgaus, hufeisenförmig umschließen. Im unteren, südwestlichen Teil dieses Tals liegt der namensgebende Ort Planeil. Parallel zum Planeiltal verläuft das kleinere Plawenntal, das ebenfalls von den Planeiler Bergen umschlossen ist. Der Planeilferner und der Freibrunnerferner im Nordostabschnitt sind die einzigen Gletscher der Gebirgsgruppe.

## Touristisches
Die Planeiler Berge werden von Wanderern und Bergsteigern relativ wenig frequentiert. Dies liegt einerseits daran, dass im Gebiet der Planeiler Berge selbst keine Schutzhütten liegen, die als Stützpunkt dienen könnten. Zustiege sind somit lang oder umständlich. Andererseits fallen die Kämme großteils ungegliedert ins Tal ab, allein im Südwesten weisen sie keinen Hochgebirgscharakter auf. Dort finden sich auch einige aus dem Vinschgau leicht erreichbare Ziele wie z. B. der Aussichtspunkt Spitzige Lun (2324 m) oberhalb von Mals oder der Endkopf (2652 m) oberhalb von Graun, die häufiger besucht werden.

## Wichtige Gipfel

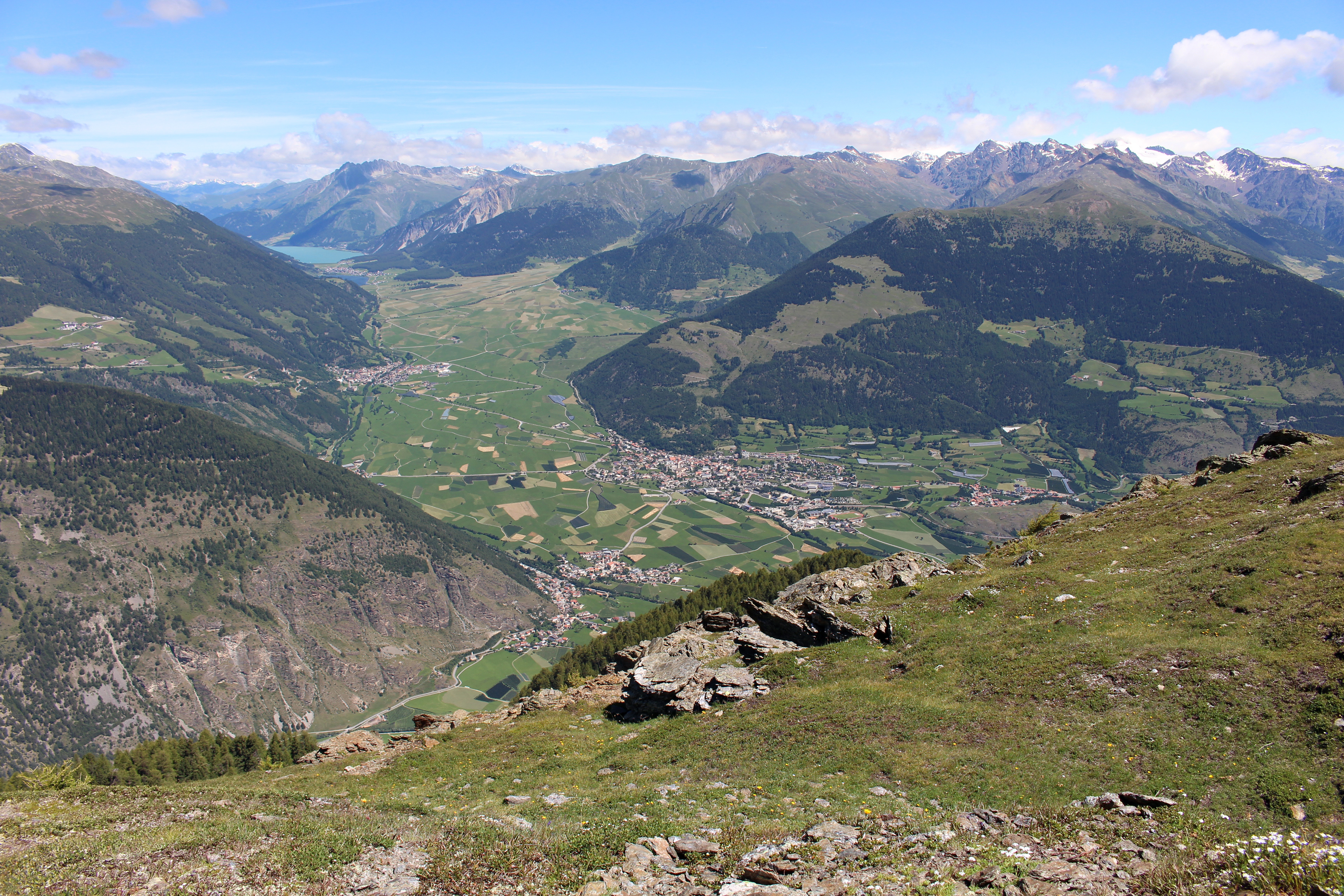
Mit Mals

Einige bedeutende Gipfel der Planeiler Berge sind (geordnet nach der Höhe):
| Gipfel                 | Höhe          |
| ---------------------- | ------------- |
| Äußerer Bärenbartkogel | 3473 m ü. A.  |
| Rabenkopf              | 3393 m ü. A.  |
| Freibrunnerspitze      | 3366 m ü. A.  |
| Valvelspitze           | 3360 m ü. A.  |
| Falbanairspitze        | 3199 m ü. A.  |
| Mitterlochspitze       | 3176 m ü. A.  |
| Danzebell              | 3148 m ü. A.  |
| Mittereck              | 2909 m s.l.m. |
| Endkopf                | 2652 m ü. A.  |
| Großhorn               | 2630 m s.l.m. |
| Hohes Joch             | 2593 m s.l.m. |